# Ехіноцереус

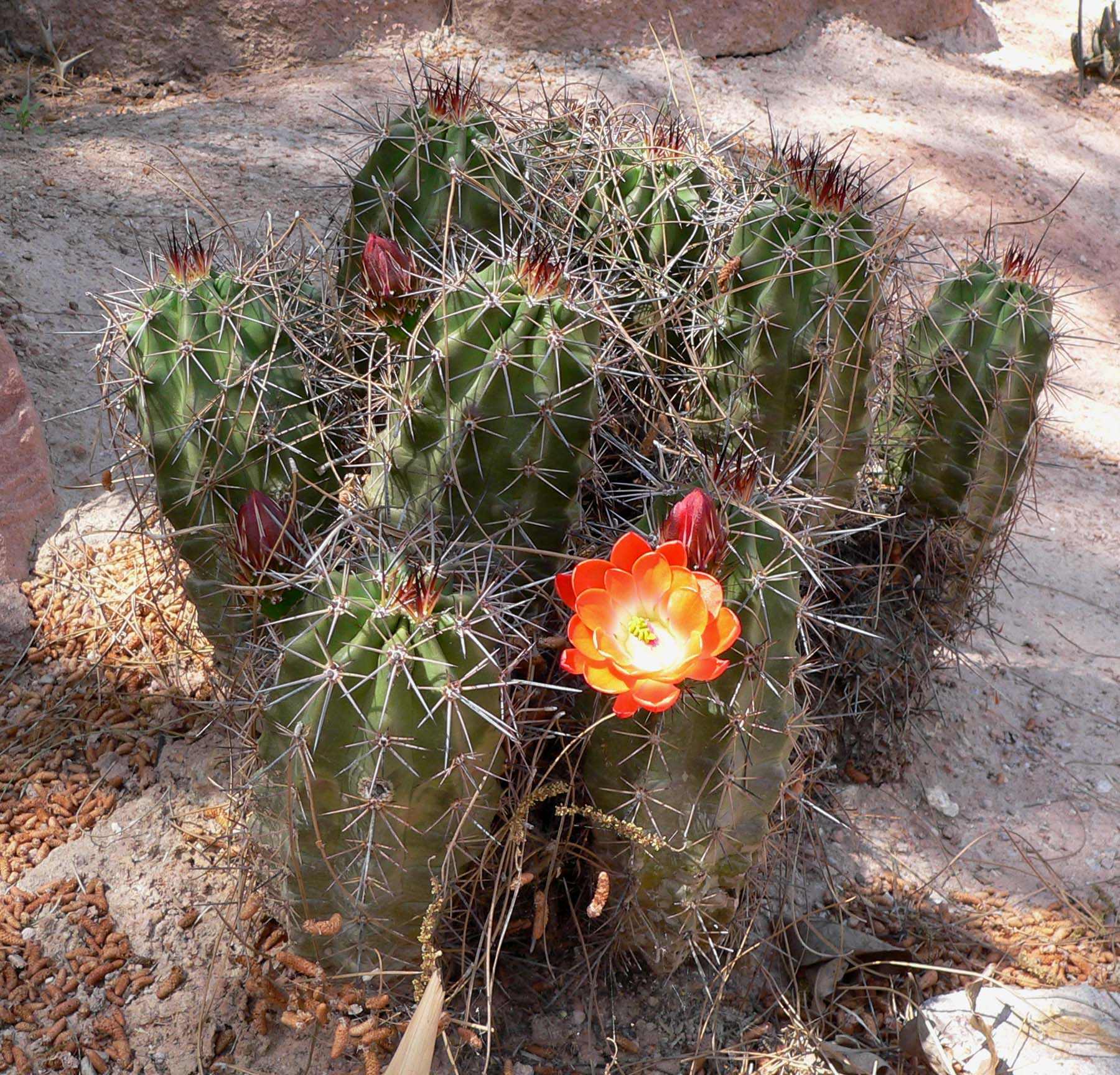
Echinocereus triglochidiatus

Ехіноцерус (Echinocereus) — рід рослин родини кактусових (Cactaceae).
Назва роду походить від лат. echinatus — колючий і cereus — свічка, що пов'язано з колючими короткоциліндричними стеблами більшості представників роду. Ростуть переважно у відкритих преріях, лише діякі представники роду — під кущами та деревами.

## Ареал
США (від тихоокеанського узбережжя до Оклахоми і Техасу) і Мексика.

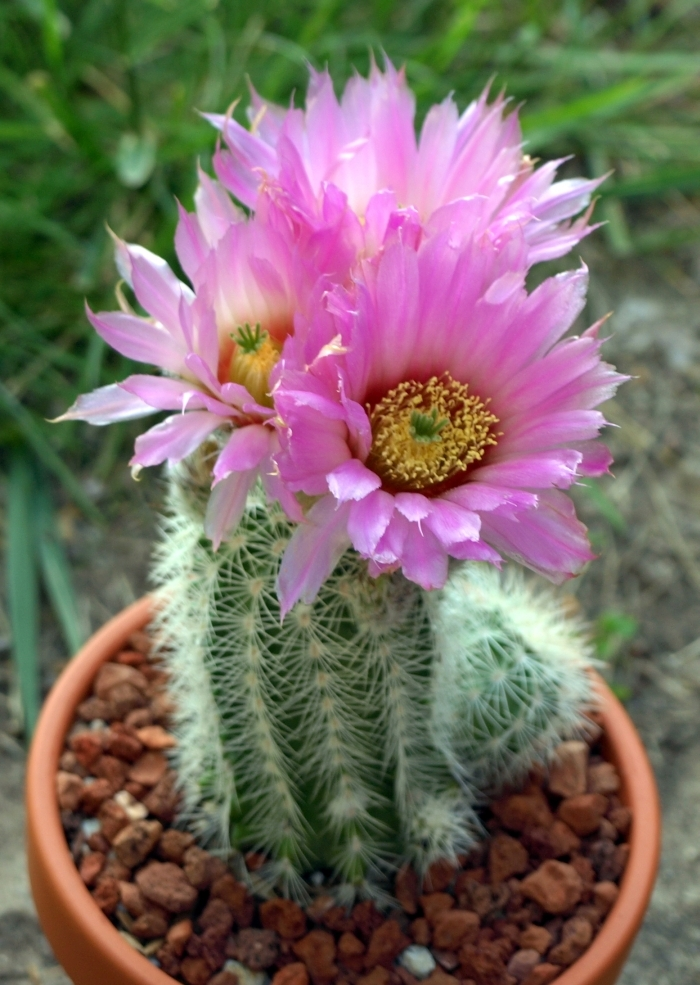
Echinocereus reichenbachii

## Історія роду
Рід описаний Дж. Енгельманом 1848 р., хоча деякі види були відомі набагато раніше, і один з перших ехіноцереусів введений в ботанічну номенклатуру як Cereus pentalopus О. Декандолем 1828 р.
Популярність ехіноцереусів серед любителів сукулентів спонукала почати випуск спеціального журналу, присвяченому лише цій групі кактусів — «Друг Ехіноцереусів» (нім. «Der Echinocereefreund»). Великий внесок в систематику ехіноцереусів належить працям Карла Шумана, які були опубліковані в кінці 19 століття. Сучасні уявлення про види базуються на монографії Найджела Тейлора (англ. Nigel P. Taylor), що вийшла у світ в 1985 р.

## Опис роду
Великий рід, що нараховує близько 100 видів. Стебла циліндричні, м'які, у багатьох видів видовжені, 15-60 см завдовжки, з тонким епідермісом. З віком розгалужуються, утворюючи групи. Число ребер залежно від виду становить від 5 до 21. У більшості вони прямі, низькі, тільки у небагатьох видів трохи закручені і розділені на горбки. Ареоли розташовані відносно рідко. Колючки прямі, тонкі і довгі або короткі, прилеглі до стебла у пектинатних видів.
Ехіноцереуси відрізняються тривалим цвітінням. Квіти зеленуваті, жовті, рожеві, бузкові великі воронкоподібні широко відкриті, 2-6 см завдовжки і 4-9 см в діаметрі, з'являються на бічній поверхні стебла. Характерною ознакою роду є зелений колір маточки. Тільки у небагатьох видів квіти дрібні, непоказні, зеленуватих тонів. Квіткова трубка, зав'язь і плоди покриті волосками, щетинками або колючками. Плоди зелені, червоні, пурпурові, кулясті, 1 — 3,5 см в діаметрі, соковиті і м'ясисті, найсмачніші з їстівних плодів кактусів, за що на батьківщині ехіноцереуси отримали назву «полуничних» кактусів.

## Особливості культивування

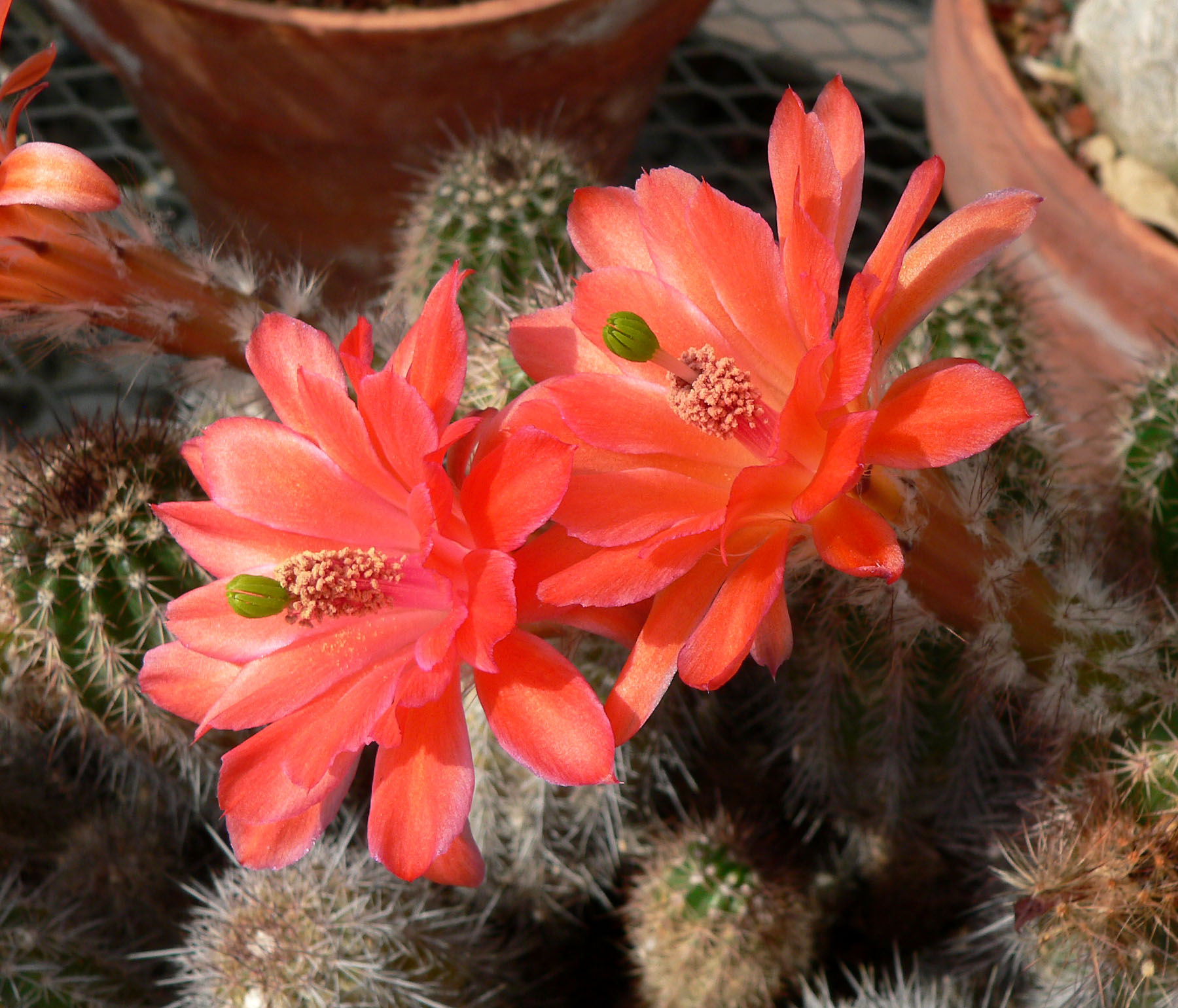
Echinocereus polyacanthus

Суміш для вирощування може містити до 30 % дернової землі, 30 % грубозернистого піску або дрібного гравію, до 10 % листової землі, а решта — наповнювачі. Тримати ехіноцереуси найкраще на добре освітленому сонцем місці з постійним притоком свіжого повітря. Зимівля повинна бути абсолютно сухою при температурі 5-8 °C. Короткочасне зниження температури до мінус 4 °C тільки сприяє процесу закладки квітів. Як правило, поливати рослини починають після появи пуп'янків, навіть якщо вночі температура опускається до 10 °C. Відтягування поливу в цей період може призвести до зупинки розвитку квіток і навіть їх всихання. Початок росту стебла напряму залежить від інтенсивності освітлення. Тільки сонячне світло забезпечить адекватний перехід від зимової стагнації до вегетатаціі без видимої деформації стебла. У літній період рослини поливають так само як і решту, даючи землі просохнути у проміжках між поливами. Восени, при різкому скороченні довжини світлового дня, полив також різко скорочують і повністю припиняють його до початку жовтня.
Розмножують ехіноцереуси посівом або укоріненням відростків. Насіння перед посівом бажано витримати до 2-х тижнів при температурі 4-60 °C. Догляд за посівами звичайний, без будь-яких особливих технологічних прийомів.

## Види
- Echinocereus acifer
- Echinocereus adustus
- Echinocereus albatus
- Echinocereus amoenus
- Echinocereus apachensis
- Echinocereus baileyi
- Echinocereus barthelowanus
- Echinocereus berlandieri
- Echinocereus blankii
- Echinocereus bonkerae
- Echinocereus boyce-thompsonii
- Echinocereus brandegeei
- Echinocereus caespitosus
- Echinocereus chloranthus
- Echinocereus chlorophtalmus
- Echinocereus cinerascens
- Echinocereus coccineus
- Echinocereus conglomeratus
- Echinocereus ctenoides
- Echinocereus cucumis
- Echinocereus dasyacanthus
- Echinocereus davisii
- Echinocereus delaetii
- Echinocereus ehrenbergii
- Echinocereus enneacanthus
- Echinocereus engelmannii
- Echinocereus fasciculatus
- Echinocereus fendleri
- Echinocereus ferreireanus
- Echinocereus fitchii
- Echinocereus gentryi
- Echinocereus grandis
- Echinocereus knippelianus
- Echinocereus longisetus
- Echinocereus ledingii
- Echinocereus leonensis
- Echinocereus lindsayi
- Echinocereus milleri
- Echinocereus melanocentus
- Echinocereus morricalii
- Echinocereus nicholii
- Echinocereus nivosus
- Echinocereus pacificus
- Echinocereus paucispinus
- Echinocereus papillosus
- Echinocereus pectinatus
- Echinocereus pentalophus
- Echinocereus perbellus
- Echinocereus polyacanthus
- Echinocereus poselgerianus
- Echinocereus procumbens
- Echinocereus pulchellus
- Echinocereus purpureus
- Echinocereus reichenbachii
- Echinocereus reichenbachii var. albertii
- Echinocereus rigidissimus
- Echinocereus rosei
- Echinocereus russanthus
- Echinocereus salm-dyckianus
- Echinocereus scheeri
- Echinocereus spinibarbis
- Echinocereus stramineus
- Echinocereus stoloniferus
- Echinocereus subterraneus
- Echinocereus subinermis
- Echinocereus triglochidiatus
- Echinocereus uspenskii
- Echinocereus viereckii
- Echinocereus viridiflorus
- Echinocereus websterianus